# Santiago Lovell
Santiago Alberto Lovell, Sr. (* 23. April 1912 in Buenos Aires; † 17. März 1966) war ein argentinischer Boxer.
Bei den Olympischen Sommerspielen 1932 in Los Angeles gewann er die Goldmedaille im Schwergewicht.
Santiago ist der ältere Bruder von Guillermo Lovell, der bei den Olympischen Spielen 1936 in Berlin die Silbermedaille im Schwergewicht gewinnen konnte. Er hatte außerdem einen Sohn namens Santiago Alberto Lovell, Jr., der 1964 in Tokio Olympiafünfter im Schwergewicht wurde.